# Discografia de Fernanda Abreu
A discografia de Fernanda Abreu, uma cantora e compositora de música pop brasileira, compreende sete álbuns de estúdio, um álbum ao vivo, uma coletâneas, um EP e um DVD. Em 1990 iniciou sua carreira solo com o álbum SLA Radical Dance Disco Club, que trazia um som dançante inédito no Brasil, a música pop, contendo samplers de diversos artistas em suas faixas, como "Lady Marmalade", de Labelle, e "Vogue", de Madonna. "A Noite", "SLA Radical Dance Disco Club", "Você pra Mim", "Speed Racer" e "Kamikazes do Amor" foram liberados como singles. Em 1992 é lançada sua faixa de maior sucesso, "Rio 40 Graus", considerada pela imprensa um marco na música brasileira por misturar hip hop e funk, gêneros marginalizados na época, e falar sobre o lado caótico do Rio de Janeiro, colocando Fernanda no posto de ícone ao levar a música da periferia às rádios. A canção fez parte do SLA 2 Be Sample, que ainda teve como singles "Jorge da Capadócia", "Hello Baby" e "Do Seu Olhar".
Em 1995 Fernanda lançava seu álbum mais impactante, Da Lata, no qual aparecia nua no encarte, coberta apenas por sucata, e trazia uma mistura do pop com R&B e funk, criando uma marca pessoal de seus trabalhos. O single "Veneno da Lata" fazia referência ao conhecido caso policial da maconha traficada para o Brasil disfarçada em latas de alimentos, expressando o paralelo entre o bom e o proibido. Outra canção destacada foi "Garota Sangue Bom", tida como uma extensão de "Rio 40 Graus" por explorar a imagem suburbana da capital carioca. O álbum foi escolhido como o melhor álbum latino-americano de 1995 pela revista americana Billboard. Em 1997 é lançada sua primeira coletânea, Raio X, porém de forma diferenciada, trazendo novas versões de todos seus maiores sucessos, além de sete faixas inéditas. A versão de "Kátia Flávia, a Godiva do Irajá", se tornou a segunda canção de maior sucesso de sua carreira, gerando duas indicações ao MTV Video Music Brasil.
Em 2000 é lançado o álbum Entidade Urbana, focado em letras que retravam as metrópoles, sendo que todas as faixas trouxeram títulos relacionados ao tema. O primeiro single, "Baile da Pesada", trouxe diversas referências aos precursores do funk, como Big Boy e Furacão 2000. Em 2004 é lançado o álbum Na Paz, trazendo uma mistura de ritmos já tradicionais com outros orientais, como a bhangra. Em 2008 anunciou que estava trabalhando em seu próximo álbum. O projeto, porém, foi cancelado quando a mãe de Fernanda entrou em coma logo após, fazendo com que a cantora desistisse de qualquer lançamento até que ela se recuperasse – o que não aconteceu, uma vez que ela permaneceu internada por seis anos antes de falecer em 2014. Em 2015 Fernanda voltou a compor e assinou com a Sony Music, lançando em 20 de maio de 2016 o disco Amor Geral.

## Álbuns

### Álbuns de estúdio
| Álbum                        | Detalhes                                                                                               | Vendas    | Certificações |
| ---------------------------- | --- | --------- | ------------- |
| SLA Radical Dance Disco Club | - Lançamento: 17 de março de 1990 - Formatos: CD, LP, K7 - Gravadora: EMI                              | - 260.000 |               |
| SLA 2 Be Sample              | - Lançamento: 20 de abril de 1992 - Formatos: CD, LP, K7 - Gravadora: EMI                              | - 400.000 |               |
| Da Lata                      | - Lançamento: 5 de julho de 1995 - Formatos: CD - Gravadora: EMI                                       | - 100.000 | - ABPD: Ouro  |
| Raio X                       | - Lançamento: 14 de julho de 1997 - Formatos: CD - Gravadora: EMI                                      | - 100.000 | - ABPD: Ouro  |
| Entidade Urbana              | - Lançamento: 15 de novembro de 2000 - Formatos: CD - Gravadora: EMI                                   | - 50.000  |               |
| Na Paz                       | - Lançamento: 15 de julho de 2004 - Formatos: CD, download digital - Gravadora: EMI, Garota Sangue Bom | - 50.000  |               |
| Amor Geral                   | - Lançamento: 20 de maio de 2016 - Formatos: CD, download digital - Gravadora: Sony, Garota Sangue Bom |           |               |

### Álbuns ao vivo
| Álbum       | Detalhes                                                                                 |
| ----------- | ---------------------------------------------------------------------------------------- |
| MTV ao Vivo | - Lançamento: 29 de maio de 2006 - Formatos: CD, download digital - Gravadora: Universal |

### Coletâneas
| Álbum  | Detalhes                                                                           |
| ------ | ---------------------------------------------------------------------------------- |
| Perfil | - Lançamento: 3 de junho de 2010 - Formatos: CD, download digital - Gravadora: EMI |

### Extended plays(EPs)
| Álbum       | Detalhes                                                                                                |
| ----------- | --- |
| Da Lata     | - Lançamento: 10 de outubro de 1995 - Formatos: EP, LP - Gravadora: EMI                                 |
| Made in Rio | - Lançamento: 29 de julho de 2016 - Formatos: EP, download digital - Gravadora: Sony, Garota Sangue Bom |

### Álbuns de vídeo
| Álbum       | Detalhes                                                                |
| ----------- | ----------------------------------------------------------------------- |
| MTV ao Vivo | - Lançamento: 29 de maio de 2006 - Formatos: DVD - Gravadora: Universal |

## Singles

### Como artista principal
| Título                                     | Ano  | Álbum                        |
| ------------------------------------------ | ---- | ---------------------------- |
| "A Noite"                                  | 1990 | SLA Radical Dance Disco Club |
| "Você pra Mim"                             | 1990 | SLA Radical Dance Disco Club |
| "SLA Radical Dance Disco Club"             | 1990 | SLA Radical Dance Disco Club |
| "Speed Racer"                              | 1991 | SLA Radical Dance Disco Club |
| "Kamikazes do Amor"                        | 1991 | SLA Radical Dance Disco Club |
| "Rio 40 Graus"                             | 1992 | SLA 2 Be Sample              |
| "Jorge da Capadócia"                       | 1992 | SLA 2 Be Sample              |
| "Hello Baby"                               | 1993 | SLA 2 Be Sample              |
| "Do Seu Olhar"                             | 1993 | SLA 2 Be Sample              |
| "Babilônia Rock"                           | 1995 | Da Lata                      |
| "Veneno da Lata" (part. Herbert Vianna)    | 1995 | Da Lata                      |
| (part. Daddae Harvey)                      | 1995 | Da Lata                      |
| "Garota Sangue Bom"                        | 1996 | Da Lata                      |
| "Brasil É o País do Suíngue"               | 1996 | Da Lata                      |
| "Kátia Flávia, a Godiva do Irajá"          | 1997 | Raio X                       |
| "Jack Soul Brasileiro" (part. Lenine)      | 1997 | Raio X                       |
| "Um Amor, Um Lugar" (part. Herbert Vianna) | 1997 | Raio X                       |
| "Baile da Pesada"                          | 2000 | Entidade Urbana              |
| "Paisagem de Amor"                         | 2001 | Entidade Urbana              |
| "São Paulo - SP"                           | 2001 | Entidade Urbana              |
| "Eu Vou Torcer"                            | 2004 | Na Paz                       |
| "Bidolibido"                               | 2004 | Na Paz                       |
| "Zazuê" (part. Jorge Ben Jor)              | 2005 | Na Paz                       |
| "Dance Dance"                              | 2006 | MTV Ao Vivo                  |
| "Outro Sim"                                | 2016 | Amor Geral                   |
| "Tambor" (part. Afrika Bambaataa)          | 2018 | Amor Geral                   |

### Como artista convidado
| Título                                                                | Ano  | Álbum                              |
| --------------------------------------------------------------------- | ---- | ---------------------------------- |
| "Juliette" (Fausto Fawcett part. Fernanda Abreu)                      | 1987 | Fausto Fawcett e os Robôs Efêmeros |
| "Trac Trac" (Os Paralamas do Sucesso part. Fernanda Abreu)            | 1991 | Os Grãos                           |
| "Sublime Deusa Funk" (Abdullah part. Fernanda Abreu e Fausto Fawcett) | 1995 | Depende de Nós                     |
| "Aquele Abraço" (com Artistas Unidos em Prol do Rio 2004[A])          | 1996 | Não adicionado à nenhum album      |
| "Tudo Vale a Pena" (Pedro Luís & A Parede part. Fernanda Abreu)       | 1997 | Astronauta Tupy                    |
| "História de uma Bala" (Herbert Vianna part. Fernanda Abreu)          | 2000 | O Som do Sim                       |
| "Nádegas a Declarar" (Gabriel, o Pensador part. Fernanda Abreu)       | 2000 | Nádegas a Declarar                 |
| "Isto" (Luiz Caracol part. Fernanda Abreu)                            | 2014 | Devagar                            |

## Outras aparições
| Canção                                      | Ano  | Outro(s) Artista(s) | Álbum                                            |
| ------------------------------------------- | ---- | --- | ------------------------------------------------ |
| "Sexo e Karatê"                             | 1985 | Plebe Rude | O Concreto Já Rachou                             |
| "À Francesa"                                | 1991 | Cláudio Zoli | Fetiche                                          |
| "Escadas de Incêndio"                       | 1992 | Fábio Fonseca | Tradução Simultânea                              |
| "Amassando por Aí"                          | 1994 | Paula Lima e Unidade Bop | Quebrando o Gelo do Clube                        |
| "Hino do Vasco"                             | 1996 | Celso Blues Boy, Luiz Melodia e Pierre Aderne | Hinos dos Grandes Clubes Brasileiros             |
| "Que Pena (Ela Já não Gosta Mais de Mim)"   | 1997 | Paulo Ricardo | O Amor Me Escolheu                               |
| "Zerovinteum"                               | 1997 | Planet Hemp | Os Cães Ladram mas a Caravana Não Pára           |
| "O Escurinho"                               | 1997 | Roberto Silva | Casa de Samba 2                                  |
| "Por Causa de Você Menina" / "Mas que Nada" | 1997 | Jorge Ben Jor | Músicas para Tocar em Elevador                   |
| "O Amanhã"                                  | 1998 | Lenine e Eduardo Moscovis | Brasil São Outros 500                            |
| "Funk de Bamba"                             | 1999 | Funk Como Le Gusta | Roda de Funk                                     |
| "Tempo de Estio"                            | 1999 | DJ Meme | Memê e Eles                                      |
| "Meu Enxoval"                               | 1999 | Jackson do Pandeiro | Revisto e Sampleado                              |
| "Tempo de Estio"                            | 1999 | Velha Guarda da Mangueira e Nelson Sargento | Velha Guarda da Mangueira e Convidados           |
| "Dois"                                      | 2000 | Cool Hipnoise | Música Exótica para Filmes, Rádio e TV           |
| "Luxo Pesado"                               | 2003 | — | Mulheres Apaixonadas                             |
| "Aranha Rubia"                              | 2003 | — | A Terra dos Meninos Pelados                      |
| "Tudo Vale a Pena"                          | 2003 | MV Bill | Drop the Debt                                    |
| "Samba e Amor"                              | 2004 | — | Um Barzinho, um Violão - Vol. 3                  |
| "Rock with You"                             | 2004 | — | Um Barzinho, um Violão - Vol. 4                  |
| "A Salamanca do Jarau"                      | 2006 | — | Lendas Brasileiras                               |
| "Você Não Soube Me Amar"                    | 2007 | BLITZ | Blitz – Ao Vivo e a Cores                        |
| "Na Canção"                                 | 2008 | Fábio Jr. | Fábio Jr. & Elas                                 |
| "Salve a Mocidade"                          | 2008 | — | Samba Clube Social                               |
| "Na Tonga da Mironga do Kabuletê"           | 2009 | Wilson Simoninha e Max de Castro | O Baile do Simonal                               |
| "Todos Estão Surdos"                        | 2009 | — | Elas Cantam Roberto Carlos                       |
| "Como É Grande o Meu Amor por Você"         | 2009 | Roberto Carlos, Ivete Sangalo, Paula Toller, Wanderléa, Daniela Mercury, Zizi Possi, Luiza Possi, Sandy, Nana Caymmi, Fafá de Belém, Adriana Calcanhotto, Mart'nália, Ana Carolina, Alcione, Marina Lima, Rosemary, Claudia Leitte, Celine Imbert, Hebe e Marília Pêra | Elas Cantam Roberto Carlos                       |
| "Vou Subir a Colina"                        | 2011 | — | Vamos Todos Cantar de Coração                    |
| "Não Deixa o Samba Morrer"                  | 2012 | Sapucapeta | O Baile do Sapuca - Ao Vivo                      |
| "Menino do Rio"                             | 2013 | — | Um Barzinho, um Violão - Novelas Anos 80, Vol. 1 |
| "Sonho de um Sonho"                         | 2013 | — | Sambabook: Martinho da Vila                      |
| "Joaninha Dark"                             | 2014 | Zeca Baleiro | Zoró                                             |
| "Fullgás"                                   | 2014 | — | Um Barzinho, um Violão - Novelas Anos 80, Vol. 2 |
| "Palco"                                     | 2015 | — | Rock In Rio 30 Anos                              |
| "Onde Você Mora"                            | 2015 | — | Rock In Rio 30 Anos                              |
| "Berimbau"                                  | 2016 | Grooveria | Grooveria                                        |

## Videoclipes
| Canção                            | Ano  | Diretor                         | Notas                                                |
| --------------------------------- | ---- | ------------------------------- | ---------------------------------------------------- |
| "Juliette"                        | 1987 | Sandra Kogut                    | Videoclipe de Fausto Fawcett; como artista convidado |
| "A Noite"                         | 1990 | Boninho e Gringo Cardia         |                                                      |
| "SLA Radical Dance Disco Club"    | 1990 | Luiz Stein                      |                                                      |
| "Você pra Mim"                    | 1990 | Luiz Stein                      |                                                      |
| "Speed Racer"                     | 1991 | Paulo Severo                    |                                                      |
| "Rio 40 Graus"                    | 1992 | Luiz Stein                      |                                                      |
| "Jorge da Capadócia"              | 1992 | Luiz Stein                      |                                                      |
| "Hello Baby"                      | 1993 | Paulo Cardoso                   |                                                      |
| "Veneno da Lata"                  | 1995 | —                               |                                                      |
| "Brasil é o País do Suingue"      | 1996 | —                               |                                                      |
| "Garota Sangue Bom"               | 1996 | —                               |                                                      |
| "Kátia Flávia, a Godiva do Irajá" | 1997 | Roberto Berliner e Sandra Kogut |                                                      |
| "Jack Soul Brasileiro"            | 1997 | Luiz Stein                      |                                                      |
| "Baile da Pesada"                 | 2000 |                                 |                                                      |
| "Aquele Abraço"                   | 2004 | —                               | Com Artistas Unidos em Prol do Rio 2004              |
| "Eu Vou Torcer"                   | 2004 | —                               |                                                      |
| "Bidolibido"                      | 2005 | —                               |                                                      |
| "Outro Sim"                       | 2016 | Mini Kerti                      |                                                      |
| "Tambor"                          | 2018 | Beni                            |                                                      |